# Natàlia Nikonórova
Natàlia Iúrievna Nikonórova (rus: Наталья Юрьевна Никонорова) (28 de setembre de 1984) és una política i diplomàtica de Donetsk. Nikonórova va ser ministra d'Afers exteriors de la República Popular de Donetsk (RPD), representant permanent en el Grup de Contacte Trilateral de Minsk i cap del comitè interdepartamental per a l'acreditació de missions humanitàries.

## Biografia
Nikonórova va néixer el 28 de setembre de 1984 a Donetsk. En 2001, es va graduar en l'institut núm. 115 de Donetsk i va ingressar en la Universitat Internacional Salomó de Kíiv. En 2005, es va traslladar a la Facultat de Dret de la Universitat Econòmica Nacional de Kíiv (KNEU), on es va graduar en 2006.
De 2006 a 2012, va treballar de manera remunerada com a assistenta dels diputats de la Rada Suprema (parlament nacional d'Ucraïna) Sviatoslav Piskun i Hennadi Moskal. Al mateix temps, des de 2008, va assistir a l'escola de postgrau del Koretsky KIHP, ingressant en l'Acadèmia Interregional de Gestió de Personal (MAUP) en 2012.
De 2014 a 2016, va dirigir el departament jurídic del Consell Popular de la República Popular de Donetsk.
En 2016, Nikonórova va ser nomenada ministra d'Afers exteriors de la RPD, convertint-se posteriorment també en la cap del comitè interdepartamental per a l'acreditació de les missions humanitàries.
Des de 2018 fins a la dissolució de la RPD, també va ser el seu representant permanent en la comissió trilateral per a la resolució del conflicte al Donbàs (on hi havia treballat com a membre des de 2015).